# Félix Adriano
Félix Adriano (Monteforte d’Alba, 6 de marzo de 1920 - Monteforte d’Alba, 28 de marzo de 2014). Fue un ciclista italiano hasta que, el 7 de octubre de 1947, se nacionalizó francés. Actuó como profesional entre 1944 y 1952 y sus mayores éxitos deportivos los obtuvo en la Vuelta a España donde obtuvo cuatro victorias de etapa en la edición de 1947.

## Palmarés
1947
- 4 etapas de la Vuelta a España